# Lansford Hastings
Lansford Warren Hastings (Mount Vernon, 1819 – Saint Thomas, 1870) è stato un esploratore e militare statunitense dell'esercito confederato.
È ricordato soprattutto come lo sviluppatore dell'Hastings Cutoff, una presunta scorciatoia per la California attraverso quello che oggi è lo stato dello Utah, un fattore importante nella disastrosa spedizione Donner del 1846. Era un maggiore dell'esercito degli Stati confederati durante la guerra di secessione americana. 

## Biografia
Figlio del Dr. Waitstill e di Lucinda (Wood) Hastings nacque a Mount Vernon, nell'Ohio. Era un discendente di Thomas Hastings che era arrivato dall'Anglia orientale in Inghilterra, alla Colonia della Baia del Massachusetts nel 1634. Hastings divenne avvocato e, nel 1842, si recò via terra verso l'Oregon. In quell'occasione, rappresentò brevemente il Dr. John McLoughlin, preparando la sua rivendicazione della terra vicino a Willamette Falls e osservando la città di Oregon (che sarebbe diventata la prima città incorporata ad ovest delle Montagne Rocciose). Nella primavera del 1843 partì per l'Alta California, una provincia scarsamente popolata del Messico. Quando tornò negli Stati Uniti,, nel 1844, decise di aiutare a strappare la California al Messico e stabilirvi una Repubblica indipendente, con se stesso come presidente.

## La Repubblica della California

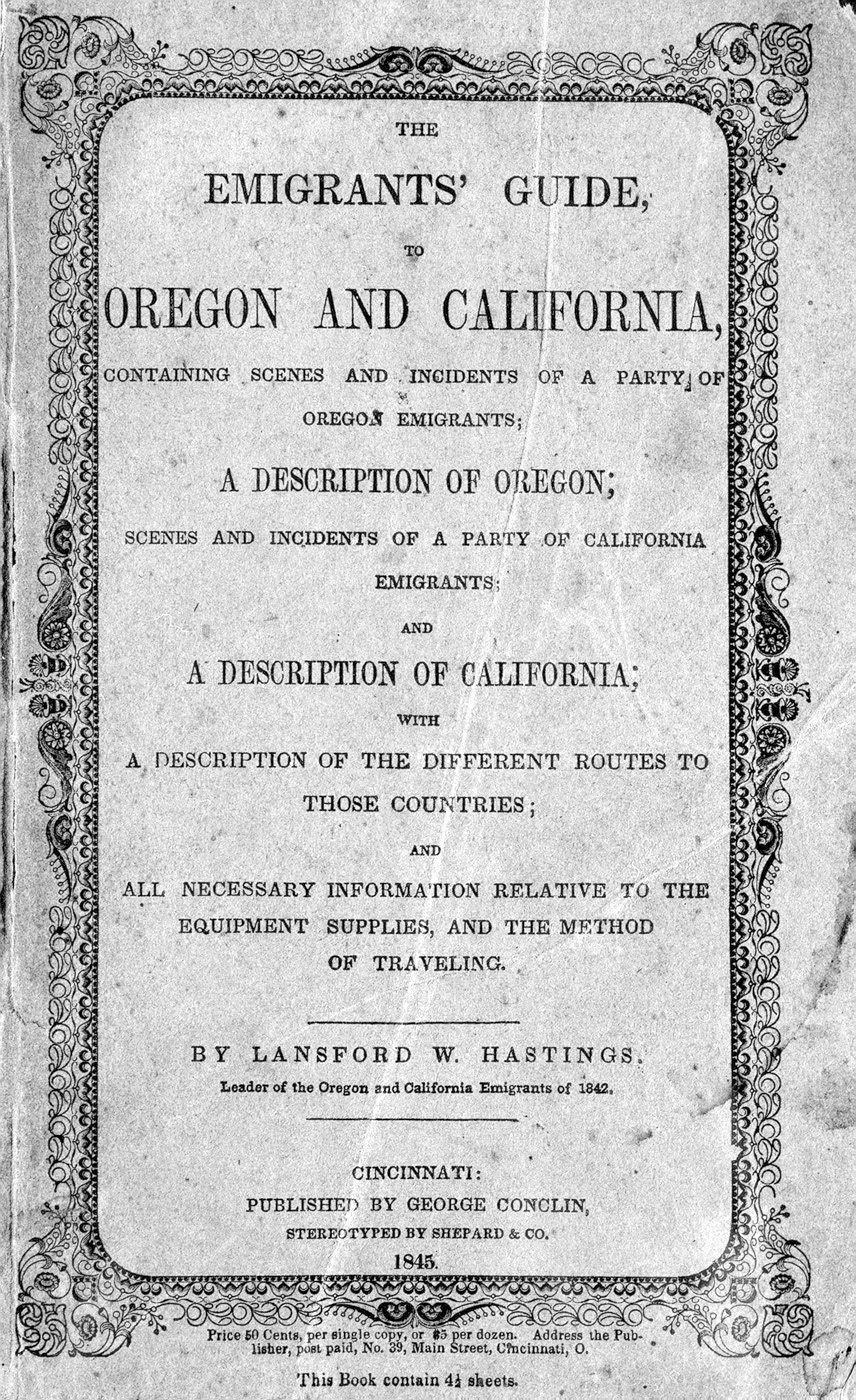
Frontespizio di The Emigrants 'Guide to Oregon and California, scritto da Lansford Hastings e pubblicato nel 1845

Hastings scrisse The Emigrants' Guide to Oregon and California  (Guida degli emigranti in Oregon e California) per indurre gli americani a trasferirsi in California, sperando di poter realizzare una rivoluzione senza spargimento di sangue aumentando la popolazione. Descrisse la California in termini brillanti e diede consigli pratici ai viaggiatori via terra. Nel suo libro scrisse: "Il percorso più diretto sarebbe quello di lasciare la rotta dell'Oregon, a circa duecento miglia a est di Fort Hall; da lì proseguire in direzione ovest-sud-ovest, verso il Lago Salato, continuando fino alla baia di San Francisco.". Hastings scrisse questa dichiarazione prima di percorrere la rotta da solo, e non era a conoscenza delle difficoltà che si sarebbero incontrate nell'attraversare i Monti Wasatch e le saline dello Utah occidentale. Il suo primo tentativo fu solo da Salt Lake City a Fort Bridger, cosa che fece con tempo mite, senza vincoli di tempo e senza mai tentare di attraversare la zona del deserto. Successivamente, sparse la voce che la sua via terrestre era più veloce e migliore di qualsiasi altra. Secondo lo storico Thomas F. Andrews, "È stata la fama di Hastings come autore e capostipite, unita alla sua presenza sul sentiero... che ha contribuito a convincere gli emigranti [Donner] a intraprendere la scorciatoia che ora porta il suo nome". Il sogno dell'impero di Hastings crollò presto quando la California fu conquistata dai militari degli Stati Uniti durante la guerra messico-statunitense. Nel 1848, il Messico cedette la California agli Stati Uniti ai sensi del trattato di Guadalupe Hidalgo. 
Una sua casa in California, la Hastings Adobe, è elencata nel registro nazionale dei luoghi storici. 

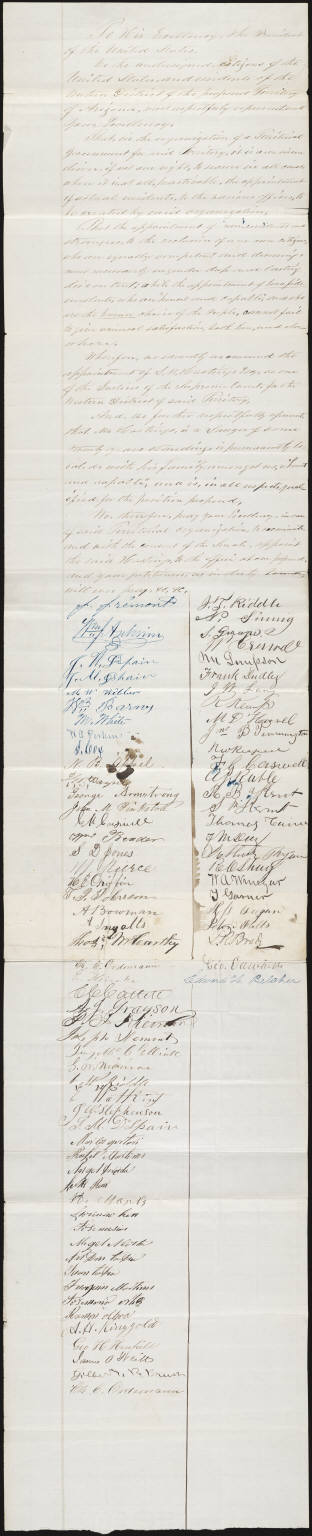
Petizione al presidente Abraham Lincoln da parte dei cittadini dell'Arizona e di John C. Frémont, in cerca di un appuntamento con Lansford Hastings. Circa 1863.

Dopo aver prestato servizio come capitano nel battaglione della California, durante la guerra messico-statunitense, Hastings riprese di nuovo a praticare la professione di avvocato. Sposò Charlotte Toler, nel 1848, e fu delegato alla Convenzione costituzionale della California del 1849. Alla fine del 1850 trasferì la sua famiglia a Yuma in Arizona, dove prestò servizio come capo delle poste e giudice territoriale. Durante la guerra civile, si schierò dalla parte del sud. Nel 1864, si recò a Richmond, in Virginia, dove incontrò il presidente confederato Jefferson Davis per ottenere il suo sostegno per un piano per separare la California dall'Unione e unirla alla confederazione. Dopo averlo incontrato, il presidente Davis promosse Hastings al grado di maggiore nell'esercito degli Stati confederati e gli chiese di riunire un'unità militare in Arizona, con l'obiettivo di difendere la California. Tuttavia, il cosiddetto complotto di Hastings servì a poco, poiché la guerra finì all'inizio dell'anno successivo.
Dopo la fine della guerra, molti ex confederati scontenti lasciarono gli Stati Uniti per fondare colonie in Brasile. Hastings visitò la regione, prese accordi con il governo brasiliano e scrisse The Emigrant's Guide to Brazil (1867) per attirare potenziali coloni. Morì a St. Thomas nelle Isole Vergini nel 1870, probabilmente di febbre gialla, mentre conduceva una carovana di coloni nella sua colonia a Santarém. 